# Бобър (река)
Бобър или Бубър (на чешки: Bobr; на полски: Bóbr; на немски: Bober) е река в Чехия (Краловохрадецки край) и Полша (войводства Долносилезко и Любушко), ляв приток на Одра. Дължина 272 km (Чехия – 2 km, Полша – 270 km), площ на водосборния басейн 5876 km². Старото име на реката в Полша (до 1945 г.) е Бобрава.

## Географска характеристика
Река Бобър води началото си на 660 m н.в., от североизточното подножие на планината Кърконоше (част от планинската система на Судетите), в Краловохрадецки край на Чехия, в западната част на село Бобър. След 2 km напуска Чехия и навлиза на полска територия. До град Болеславец тече в дълбока и тясна долина, а след това пресича от юг на север предпланинските части на Судетите, където долината ѝ се разширява. След град Жаган напуска хълмистите райони и тече в широка и плитка долина през Силезката котловина. Влива се отляво в река Одра, на 37 m н.в., срещу град Кросно Оджанске, Любушко войводство.
Водосборният басейн на Бобър обхваща площ от 5876 km², което представлява 4,94% от водосборния басейн на Одра, от които 46 km² на територията на Чехия и 5830 km² на територията на Полша. Речната ѝ мрежа е двустранно развита. На запад и изток водосборният басейн на Бобър граничи с водосборните басейни на реките Ниса Лужицка, Качава, Сльонза и Бистрица (леви притоци на Одра), а на юг – с водосборния басейн на река Елба (Лаба, от басейна на Северно море). Основни притоци: Квиса 127 km, 1026 km² (ляв) и Шпротава (десен).
Бобър има смесено снежно-дъждовно подхранване с ясно изразено пролетно пълноводие в резултат от снеготопенето и обилните валежи през периода, когато нивото ѝ се покачва с 3 – 4 m. Среден годишен отток в устието 44,3 m³/s.

## Стопанско значение, селища
Водите на реката се използват за производство на електроенергия (ВЕЦ „Пилховице“, след град Йеленя Гора), а в долното течение – за напояване. Долината и е гъсто заселена, като най-големите селища са градовете: Долносилезко войводство – Каменна Гора, Йеленя Гора, Лвовек Шльонски, Болеславец; Любушко войводство – Шпротава, Жаган.